# Kadri Mälk
Kadri Mälk (ur. 27 stycznia 1958 w Tallinnie, zm. 1 stycznia 2023 tamże) – estońska artystka, projektantka biżuterii.

## Życiorys
Mälk urodziła się w Tallinnie, rozpoczęła studia w Art School of the Pallas Arts Association w Tartu w 1977 roku i ukończyła Estońską Akademię Sztuk Pięknych w 1986 roku, studiując pod kierunkiem profesora Leili Kuldkeppa. W latach 1986–1993 Mälk pracowała jako niezależny artysta. W 1993 roku zapisała się do Lahti Design Institute w Finlandii, studiując gemmologię pod kierunkiem Esko Timonena. Mälk była przydzielona do Estońskiej Akademii Sztuk Pięknych od 1989 roku, a także była profesorem i wykładowcą na wydziale biżuterii na tej uczelni od 1996 roku.
Mälk miała wystawy indywidualne i zbiorowe na całym świecie. Jej projekty biżuterii były prezentowane w różnych muzeach na wystawach w: Estonii, Łotwie, Litwie, Niemczech, Belgii, Danii, Finlandii, Stanach Zjednoczonych, Korei Południowej, Rosji, Słowacji, Francji, Japonii, Wielkiej Brytanii, Szwecji, Hiszpanii i Norwegii. 
Mälk była trzykrotnie zamężna. Jej ostatnim mężem był pisarz i tłumacz Mati Sirkel.

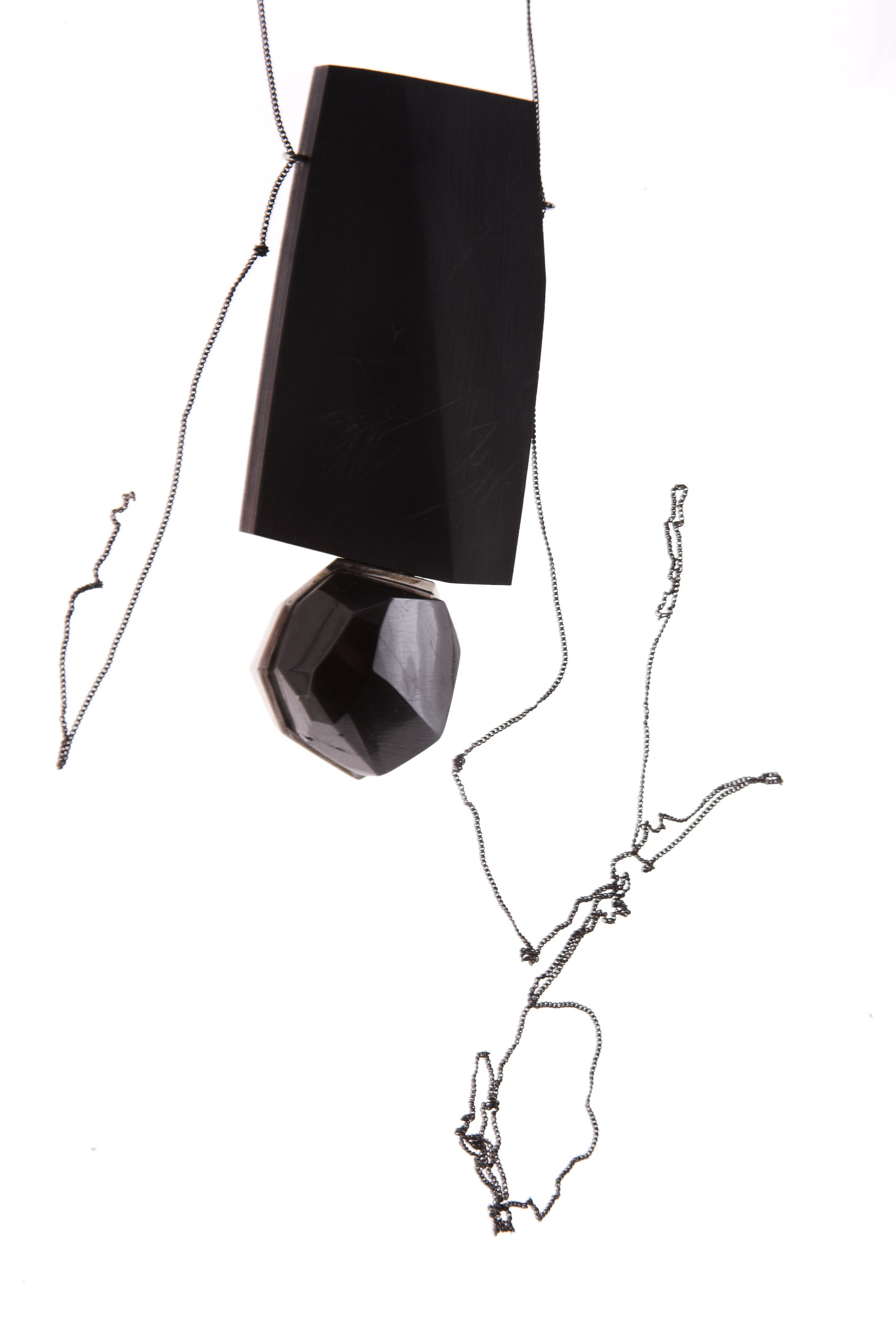
Amnesia, 2010

Mälk zmarła po długiej chorobie 1 stycznia 2023 roku w wieku 64 lat.

## Nagrody i wyróżnienia
- 2017: Order Białej Gwiazdy V klasy;
- 2003: Order Zasługi IV klasy (Portugalia)[3];
- 1998: Estońska Państwowa Nagroda Kulturalna;
- 1997: Estońska Nagroda Kultury Stolicy Sztuki Roku;
- 1997: Award of Excellence Shippo Conference, Tokio, Japonia;
- 1994: Doroczna Nagroda Artystyczna im. Kristjana Rauda